# Billy Joe Castle
Pour les articles homonymes, voir Castle.
Billy Joe Castle, né le 14 juillet 1992 à Marchwood, dans le comté d'Hampshire (Angleterre), est un joueur professionnel de snooker anglais. Il vit aujourd'hui à Southampton.
Professionnel de 2017 à 2021, ses principaux faits d'armes sont trois huitièmes de finale atteints dans des tournois classés.

## Carrière
Grâce au tournoi de la Q School, Castle devient professionnel pour la première fois en 2017. Il atteint les huitièmes de finale du Masters d'Europe 2017 en Belgique, remportant trois matchs dans le tableau principal avant de s'incliner face au Chinois Cao Yupeng. 
Castle réitère cette performance lors du Classique Paul Hunter 2018 et atteint également les seizièmes de finale de trois autres tournois classés : respectivement à l'Open d'Écosse, l'Open d'Irlande du Nord et au Snooker Shoot-Out,. 
Au Shoot-Out de 2020, il remporte une victoire de prestige face à Ronnie O'Sullivan. Il élimine ensuite Andy Lee et Luo Honghao pour une place en huitièmes de finale.
Billy Castle perd ses droits de jeu sur le circuit professionnel en 2021, après avoir échoué cette fois-ci à la Q School. Il évolue depuis lors sur le circuit amateur du Q Tour. Lors de la 4e épreuve en 2022 tenue en Suède, Castle s'adjuge une première victoire face à Andrew Higginson sur le score de 5 manches à 4, à l'issue d'une bille noire respotée.

## Palmarès
| Légende | Catégorie                      | Titres                         | Finales                        |
|         | Tournois classés               | 0                              | 0                              |
|         | Tournois non classés           | 0                              | 0                              |
|         | Circuit du challenge           | 1                              | 0                              |
|         | Tournois amateurs              | 1                              | 1                              |
| Gras    | Tournois de la triple couronne | Tournois de la triple couronne | Tournois de la triple couronne |

### Titres
| Saison    | Nom du tournoi                   | Lieu       | Finaliste        | Score | Tableau |
| 2017      | Championnat d'Angleterre amateur | Gloucester | David Lilley     | 10-7  |         |
| 2022-2023 | Q Tour n°4                       | Stockholm  | Andrew Higginson | 5-4   |         |

### Finales perdues
| Saison | Nom du tournoi                   | Lieu | Finaliste      | Score | Tableau |
| 2015   | Championnat d'Angleterre amateur |      | Michael Rhodes | 6-10  |         |